# Gigantodax brophyi
Gigantodax brophyi är en tvåvingeart som först beskrevs av Edwards 1931.  Gigantodax brophyi ingår i släktet Gigantodax och familjen knott. Inga underarter finns listade i Catalogue of Life.